# Леаль, Нинибет
Нинибет Беатрис Леал Хименес (исп. Michelle Bertolini; род. 26 ноября 1971, Маракайбо) — венесуэльская модель, фотомодель, бизнесвумен и королева красоты, выигравшая «Мисс Венесуэла 1991» и «Мисс Мира 1991 года». Она стала четвертой венесуэлкой — обладательницей титула «Мисс Мира». В прессе её иногда называют просто Ниной Бейнон (исп. Nina Beynon).

## Биография
Нинибет Леаль родилась 26 ноября 1971 года в прибрежном городе Маракайбо, столице венесуэльского штата Сулия. Она была студенткой инженерного факультета, когда решила принимать участие в различных конкурсах красоты.
Её первый большой триумф состоялся в 1991 году на конкурсе красоты «Мисс Венесуэла», что дало ей право через несколько месяцев отправиться на конкурс «Мисс Мира».

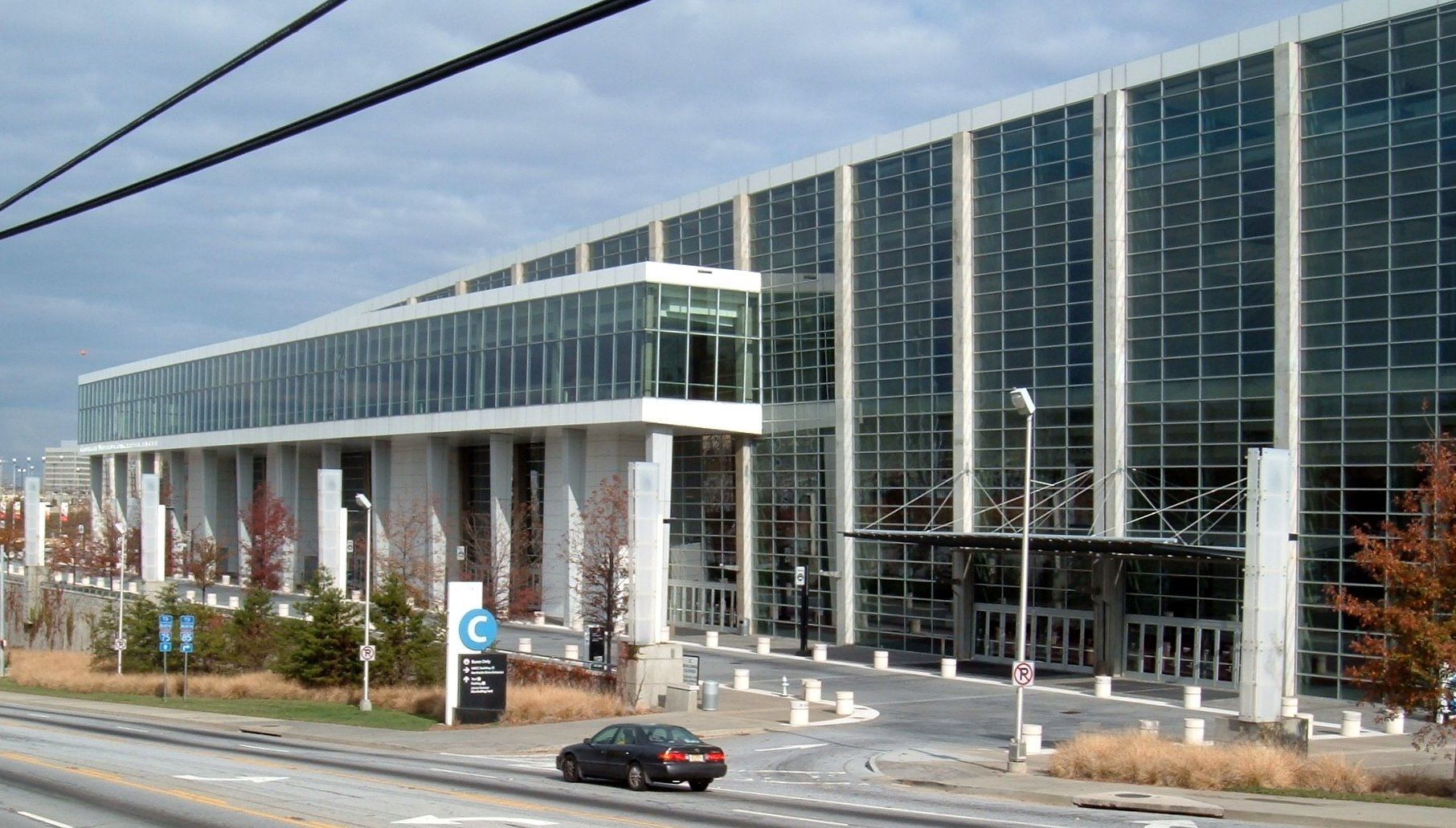
Всемирный конгресс-центр Джорджии в Атланте

41-й ежегодный конкурс красоты «Мисс Мира», проходил 28 декабря 1991 года во Всемирном конгрессе-центре Джорджии в городе Атланта в Соединённых Штатах Америки. В конкурсе принимали участие 79 девушек.
Нинибет Леаль использовала выпавший её шанс «на все сто» и была коронована как «Мисс Мира 1991». Линн Бакл из Австралии и Дайана Тилден-Дэвис из Южной Африки стали Вице-Мисс, а Сандра Фостер с Ямайки и Мишель Маклин из Намибии завершили пятерку лучших.
После того, как Леаль выполнила свои обязанности «Мисс Мира», она вышла замуж и переехала в Австралию, чтобы продолжить работу моделью. Там она вышла замуж за австралийского бизнесмена и миллионера Трэверса Бейнона, от которого у нее было двое детей, Валентино и Лучанна. Пара развелась в 2008 году; полную опеку над детьми отсудил муж.
В 1995 году Нинибет Леаль снялась в фильме «Rosa di Francia» с венесуэльским актером Виктором Камара.
Сейчас Нинибет Беатрис Леал Хименес работает предпринимателем и живет в Австралии; для бизнеса по-прежнему иногда использует фамилию своего бывшего мужа.
В 2019 году британская газета-таблоид «The Sun» написала, что её дочь Люсианна пошла по стопам матери и тоже начала карьеру модели.